# Собнюв
Собнюв (пол. Sobniów) — село в Польщі, у гміні Ясло Ясельського повіту Підкарпатського воєводства.
Населення — 269 осіб (2011).
У 1975-1998 роках село належало до Кросненського воєводства.

## Демографія
Демографічна структура станом на 31 березня 2011 року:
|          | Загалом | Допрацездатний вік | Працездатний вік | Постпрацездатний вік |
| -------- | ------- | ------------------ | ---------------- | -------------------- |
| Чоловіки | 140     | 30                 | 98               | 12                   |
| Жінки    | 129     | 22                 | 81               | 26                   |
| Разом    | 269     | 52                 | 179              | 38                   |